# Marsudden
Marsudden är en udde i Finland. Den ligger i Sjundeå i landskapet Nyland, i den södra delen av landet, 30 km väster om huvudstaden Helsingfors.
Terrängen inåt land är platt. Havet är nära Marsudden åt sydväst.  Närmaste större samhälle är Kyrkslätt, 7,8 km nordost om Marsudden. 